# Rayleigh and Wickford
Circonscription parlementaire de la Chambre des communes
La circonscription de Rayleigh and Wickford est une circonscription située dans l'Essex, et représentée à la Chambre des communes du Parlement britannique depuis 2010 par Mark Francois du Parti conservateur.

## Géographie
La circonscription comprend :
- Les villes de Rayleigh et Wickford

## Députés
Les Members of Parliament (MPs) de la circonscription sont :
| Législature                             | Années       | Député | Député        | Parti        |
| --------------------------------------- | ------------ | ------ | ------------- | ------------ |
| Rayliegh and Wickford issue de Rayleigh |              |        |               |              |
| 55e                                     | 2010–2015    |        | Mark Francois | Conservateur |
| 56e                                     | 2015–2017    |        | Mark Francois | Conservateur |
| 57e                                     | 2017–2019    |        | Mark Francois | Conservateur |
| 58e                                     | 2019–Présent |        | Mark Francois | Conservateur |

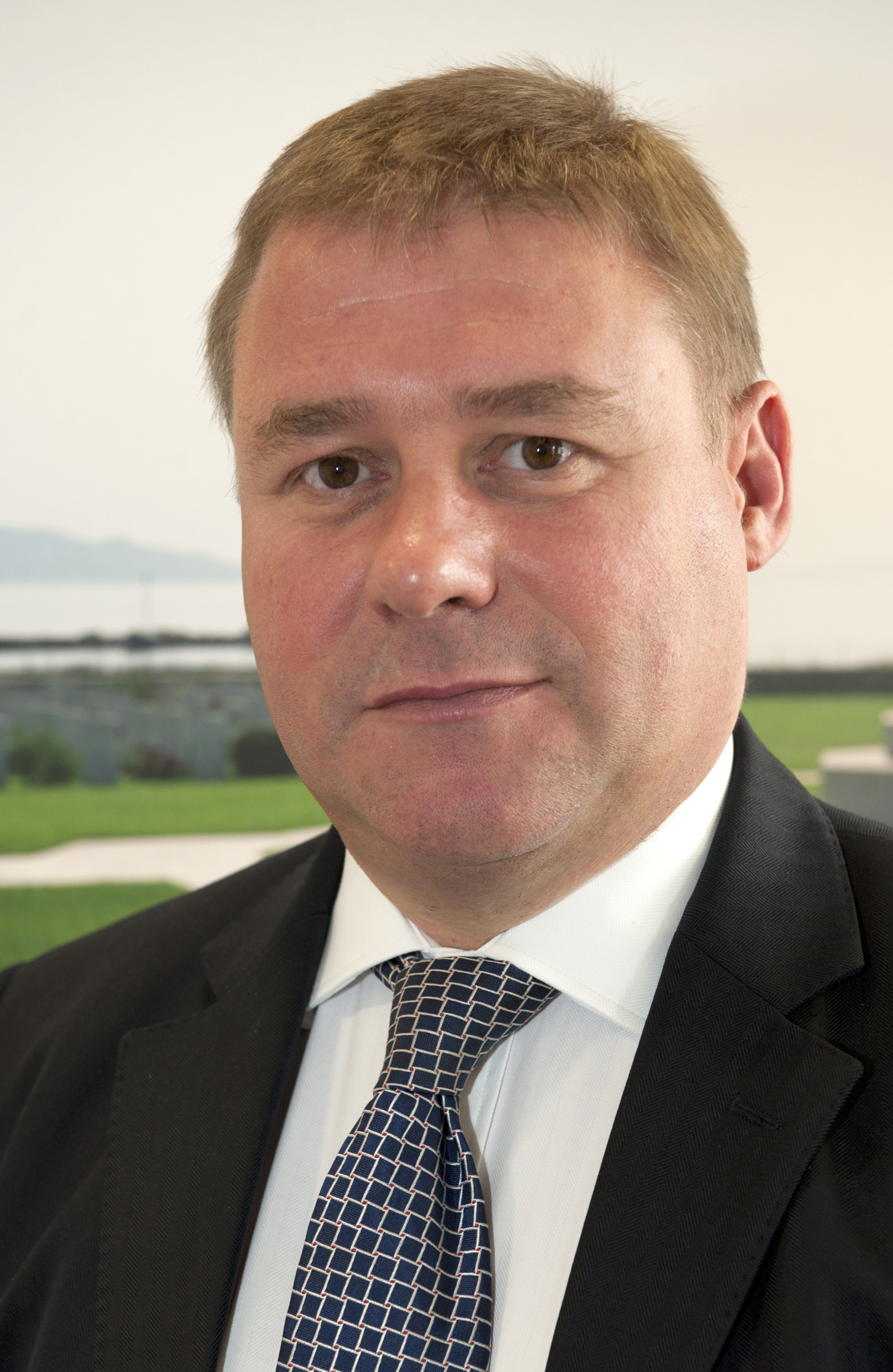
Mark Francois (2010-Présent)